# Riffelsbachtal (Monschau)
Das Naturschutzgebiet Riffelsbachtal liegt im Gemeindegebiet von Monschau, sowie als zweites Naturschutzgebiet in Simmerath. Der Riffelsbach entspringt in ausgedehnten Fichtenforsten am Forsthaus Rothe Stein in einem flachen, sumpfigen Muldentälchen und durchfließt dann meist naturnah mäandrierend ein tief eingeschnittenes Kerbtal bis zur Mündung in die Rur bei Hammer.

## Beschreibung
Der Oberlauf liegt in einer schmalen Magergrünlandbrache. Alle bachnahen Fichten wurden hier entfernt. Bachbegleitend sind Pfeifengras- und Rasenschmielenbestände mit kleinen, torfmoosreichen Quellsümpfen. An der Einmündung eines Seitenbachs auf der linken Seite stockt ein alter Erlensumpfwald mit Stelzwurzeln. Der Unterlauf ist stark eingetieft mit bis zu drei Meter hohen Steilufern in einem alten Fichtenforst. Unmittelbar an der Mündung befindet sich ein Campingplatz und eine Fischteichanlage.

## Schutzzweck
Geschützt werden sollen die Lebensräume für viele nach der Roten Liste der gefährdeten Pflanzen, Pilze und Tiere in NRW wie Eisvogel, Schwarzspecht, Grauspecht, Wasseramsel, Grasfrosch, Blindschleiche, Gelbe Narzisse, Beinbrech. Diese Biotoptypen kommen im Gebiet vor: Nass- und Feuchtgrünland, Quellbereiche, naturnahe und unverbaute Bachabschnitte, Auenwälder, Bruchwälder, Magerwiesen und -weiden, Schlucht-, Block- und Hangschuttwälder.
Weiterhin dient das Schutzgebiet der Erhaltung natürlicher Lebensräume gemäß der FFH-Richtlinie: Fließgewässer mit Unterwasservegetation, Hainsimsen-Buchenwald, Schlucht- und Hangmischwälder im Biotopverbund zum Rur-Talsystem.